# Three Songs from William Shakespeare

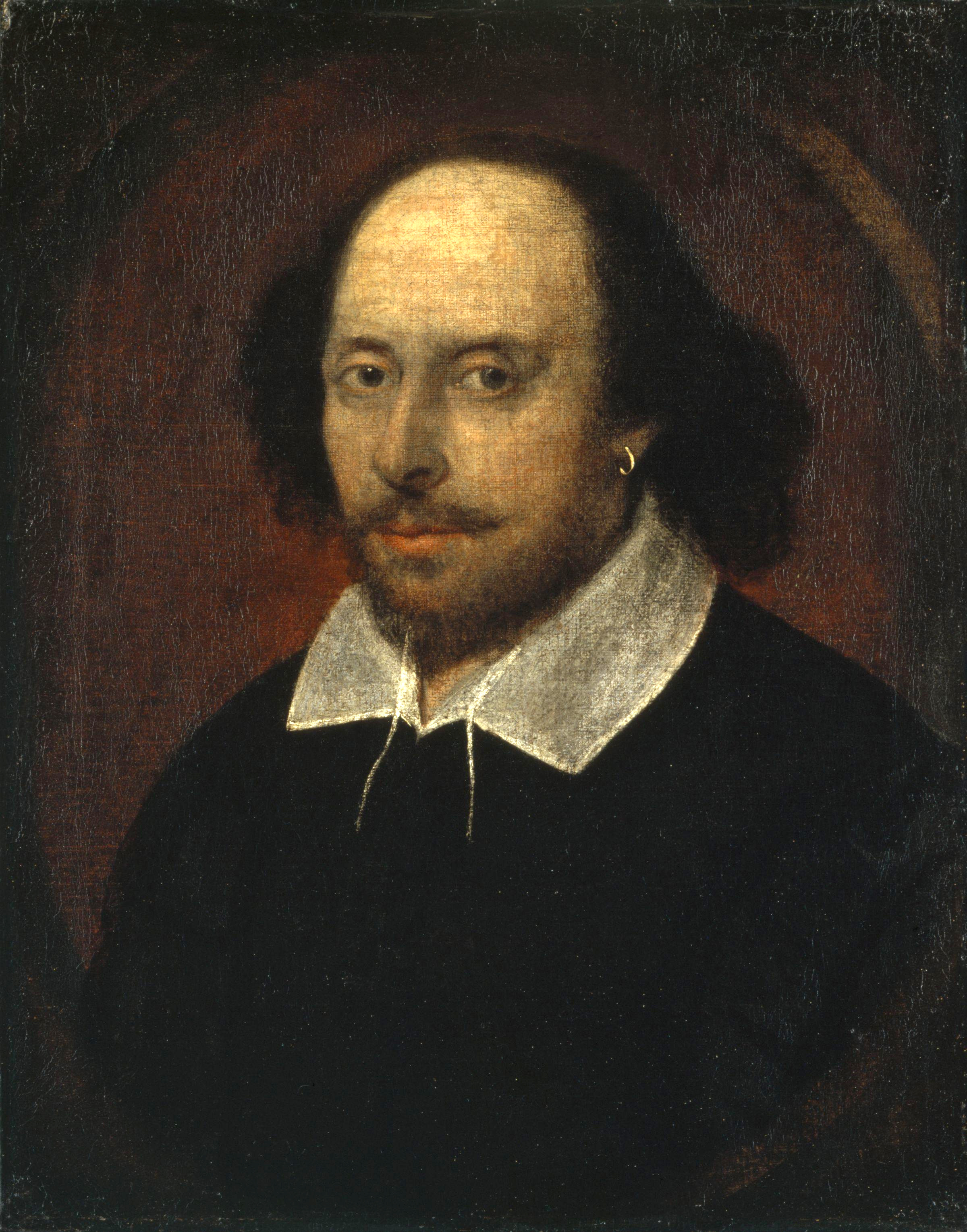
William Shakepeare

Three Songs from William Shakespeare (W91) is een compositie voor mezzosopraan, fluit, klarinet en altviool van Igor Stravinsky, gecomponeerd in 1953 en opgedragen aan 'Evenings on the Roof', een concertserie in Los Angeles. Stravinsky maakte tevens een transcriptie voor stem en piano. De liederen werden in 1954 voor het eerst uitgevoerd, onder leiding van Robert Craft.
Stravinsky gebruikte het sonnet nr. VIII (Musick to heare), Full fadom five (The Tempest, acte I, scène 2) en When Daisies pied (Love's Labour Lost, acte V, scène 2). De Three Songs from William Skakespeare zijn geschreven met gebruikmaking van reeksentechniek, maar binnen de tonaliteit.
De liederen waren voor Stravinsky de aanleiding om vroegere liederen te herzien: Deux Poésies de Konstantin Balmont (W19) voor twee fluiten, twee klarinetten, piano en strijkkwartet, en een aantal van zijn vroegere liederen tot Four Songs, geïnstrumenteerd voor fluit, harp en gitaar.

## Oeuvre
Zie het Oeuvre van Igor Stravinsky voor een volledig overzicht van het werk van Stravinsky.

## Geselecteerde discografie
- 'Three Songs from William Shakespeare' door Cathy Berberian, mezzosopraan en het Columbia Chamber Ensemble onder leiding van Igor Stravinsky; Stravinsky Songs 1906-1953, CBS 72881, 1971 (in 1991 verschenen op cd in de 'Igor Stravinsky Edition' in het deel 'Opera' (sic), 2 cd's SM2K 46298)
- 'Three Songs from William Shakespeare' door Dorothy Dorow, mezzosopraan en het Ensemble Amsterdam onder leiding van Reinbert de Leeuw (Philips LP 6570 799)